# Blackeberg (tunnelbanestation)
Blackebergs station trafikeras av T-bana 1 (gröna linjen) och ligger mellan Islandstorget och Råcksta i stadsdelen Blackeberg, Västerort inom Stockholms kommun. Avståndet från station Slussen är 14,1 kilometer.
Två tredjedelar av plattformen ligger utomhus och en tredjedel ligger i en bergstunnel under Blackebergsplan. Tunneldelen är dekorerad med grönt, blått och gult kakel.

## Historik
Stationen togs i bruk den 26 oktober 1952 när t-banan Hötorget–Vällingby invigdes. Tunneln är slutet på den 600 meter långa tunneln under Blackeberg, som vid öppnandet var tunnelbanans enda underjordssträcka utanför Stockholms innerstad.

### Bilder, plattformen

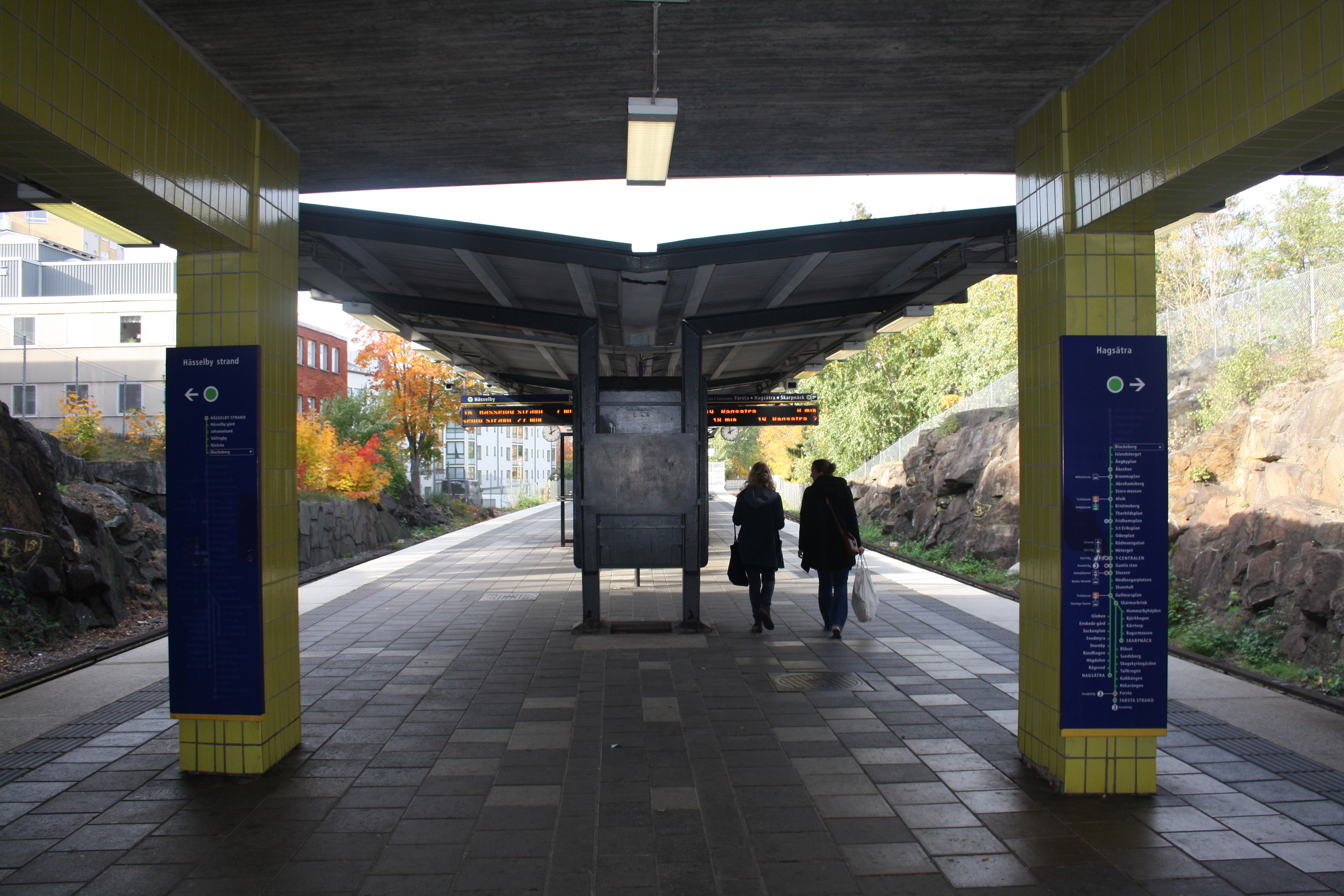
Perrongen ovan jord.
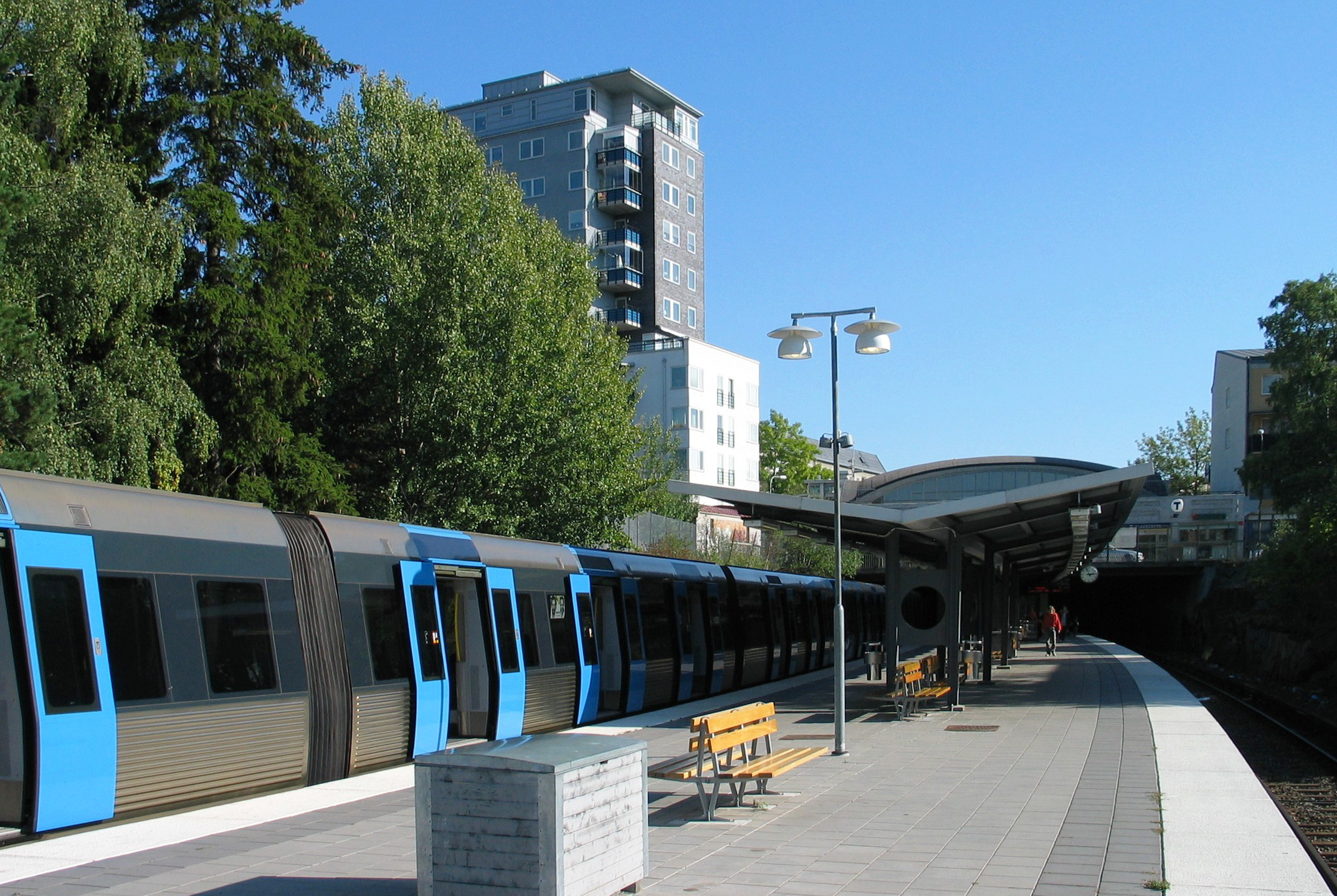
Perrongen ovan jord.
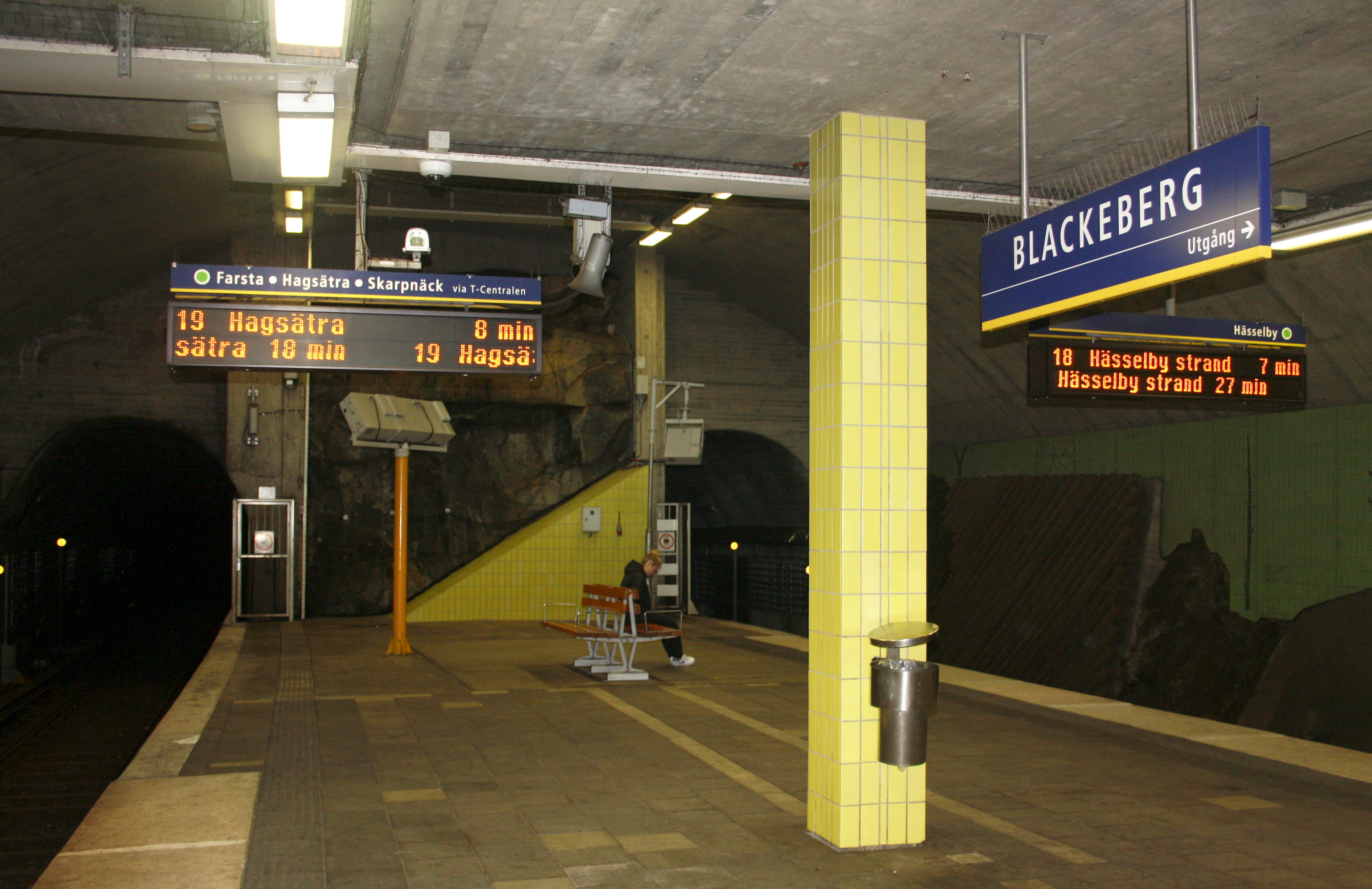
Perrongen under jord.
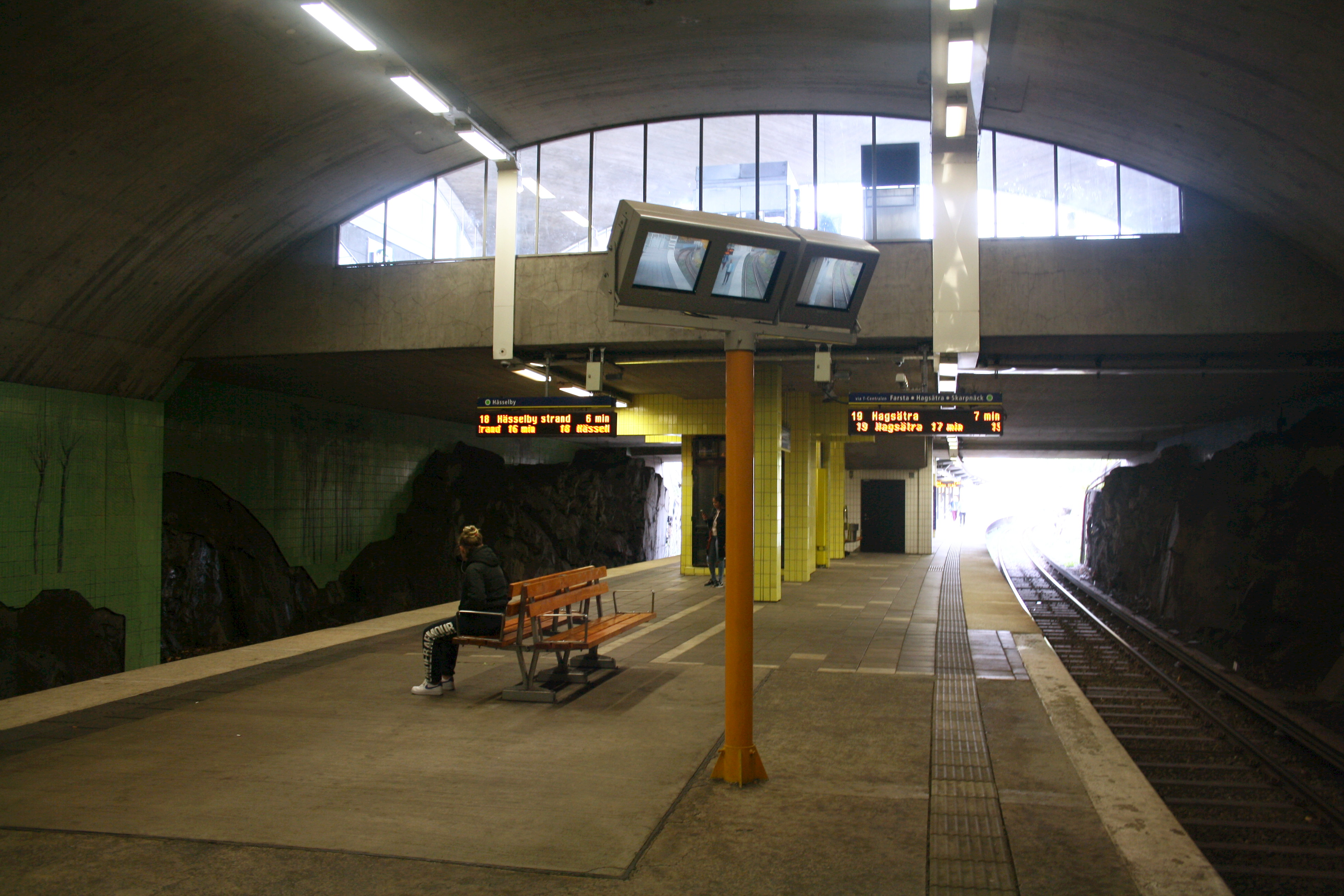
Perrongen under jord.

## Biljetthallen

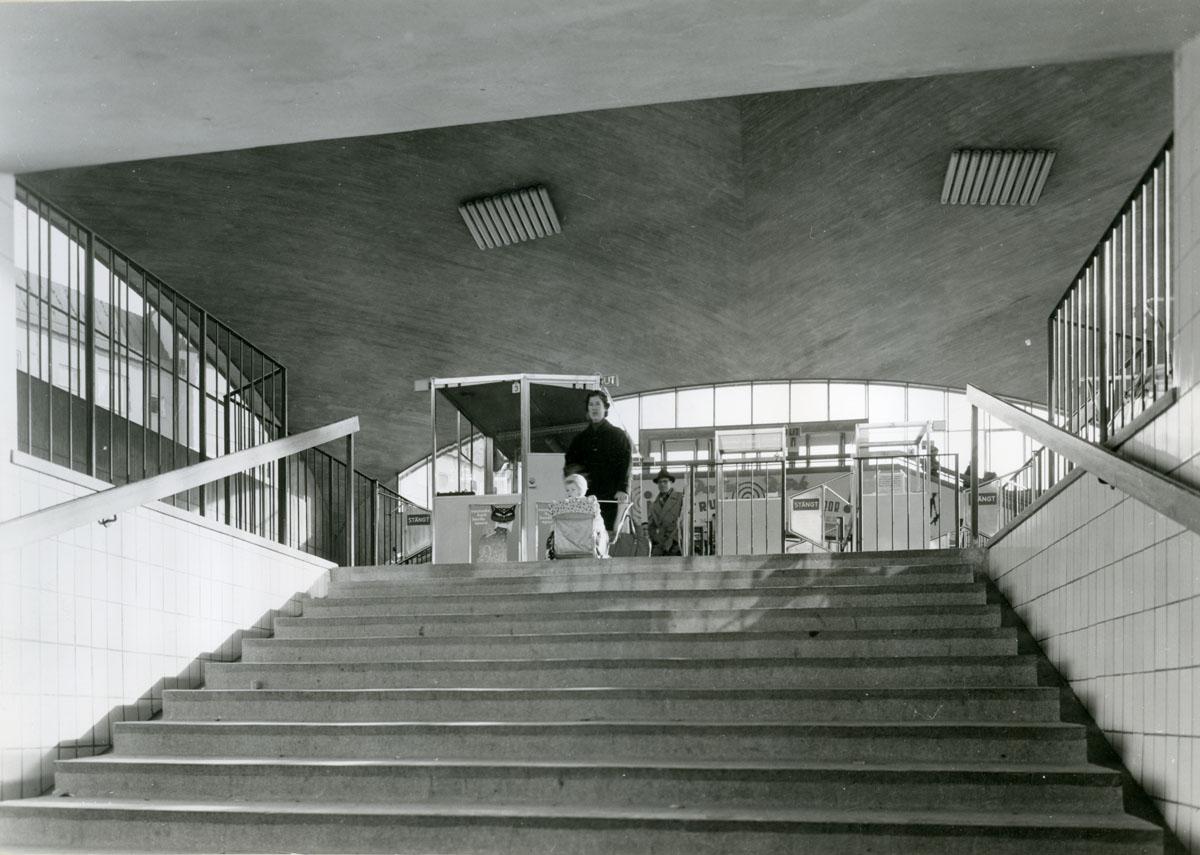
Hallen sedd från stationstrappan, 1955.

Under sin tid som chefsarkitekt vid AB Stockholms Spårvägars arkitektkontor 1948–1952 ritade Peter Celsing ett stort antal förortsstationer för Stockholms tunnelbana, bland dem en uppmärksammad stationshall i Blackeberg som skiljer sig från alla andra. Uppdragsgivare var Aktiebolaget Stockholms Spårvägar och hallen byggdes av Kasper Höglund AB. 
Hallen begränsar Blackebergs torg mot norr och sammanlänkar torget med den lägre belägna ingången från Vinjegatan samt med själva perrongen, som ligger ännu lägre. Från Blackebers torg leder en monumental dubbeltrappa ner till hallens golv. Där ligger biljettbås, spärrar och några butiker (sedan 2002 även en hiss). Hallen har kvadratisk planform med 22 meter kantlängd. Hallens tak utformades av Celsing som en flack, frispännande kupol av armerad betong. Betongytan är obehandlad och får viss struktur genom brädformen. 
Dagsljus släpps in dels genom kupolens välvda fönster och dels underifrån från Vinjegatans glaspartier. Gällande glasningen hade Celsing samarbete med Sigurd Lewerentz som levererade en anpassad version av sina glaspartier av typ Idesta. Från Idesta kom även stationsdörrarna, spärrar, biljettbås, handledare och liknande. Blackebergs stationshall är enligt arkitekturhistorikern Fredric Bedoire ”en av de vackraste i T-banans betongkonstruktioner”. Byggnaden är blåklassad av Stadsmuseet i Stockholm vilket innebär "att bebyggelsen bedöms ha synnerligen höga kulturhistoriska värden".

### Bilder, biljetthallen

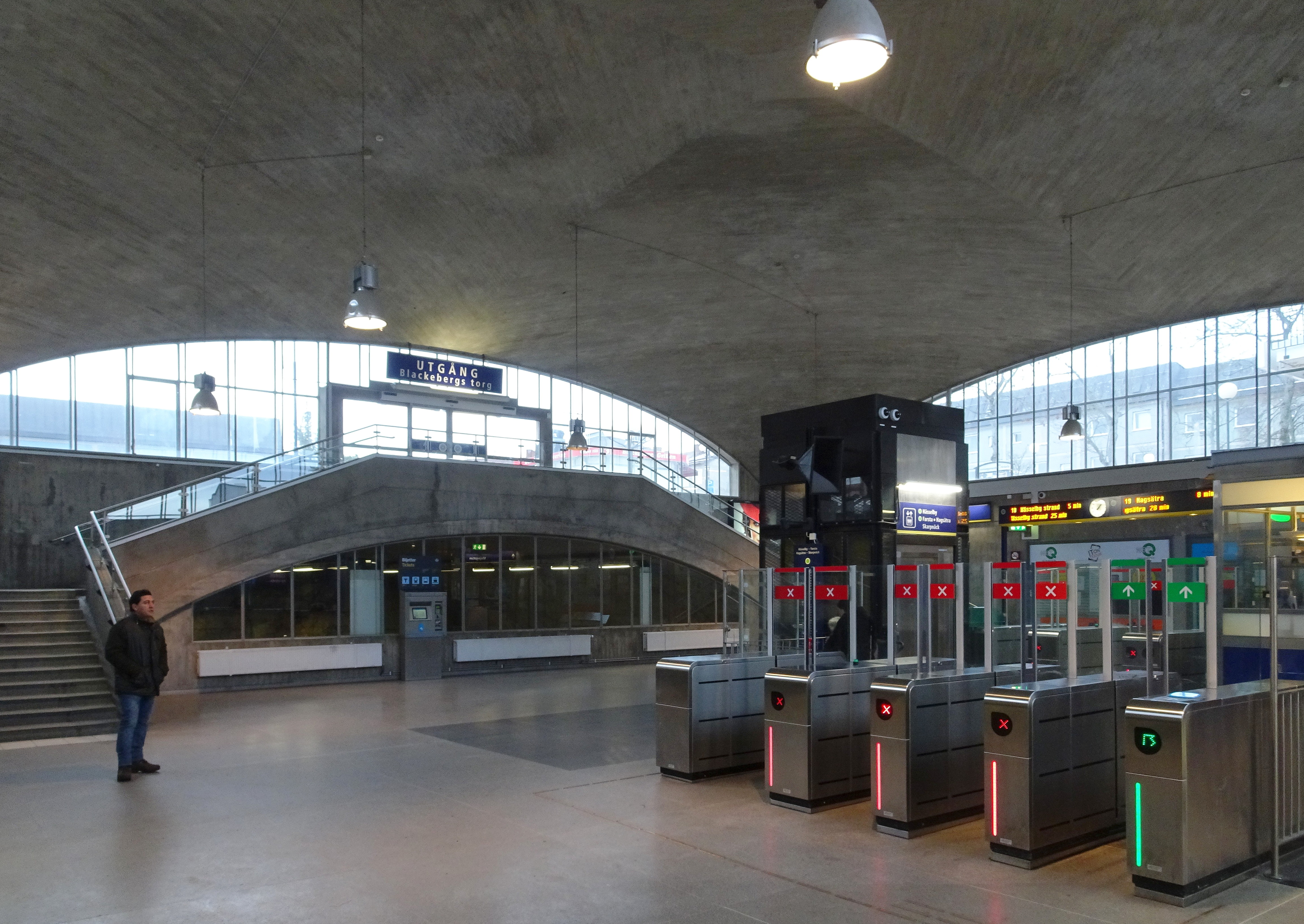
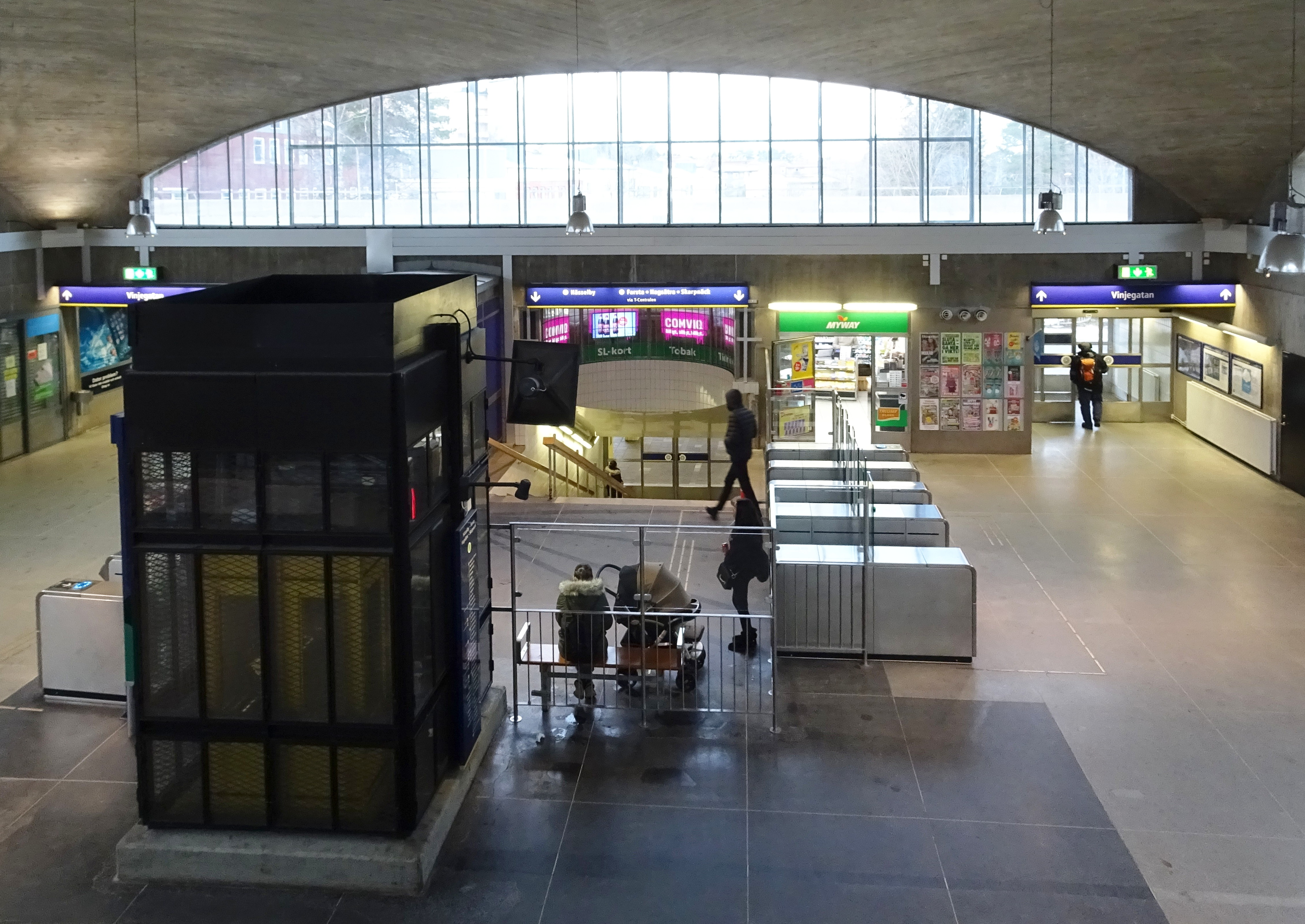
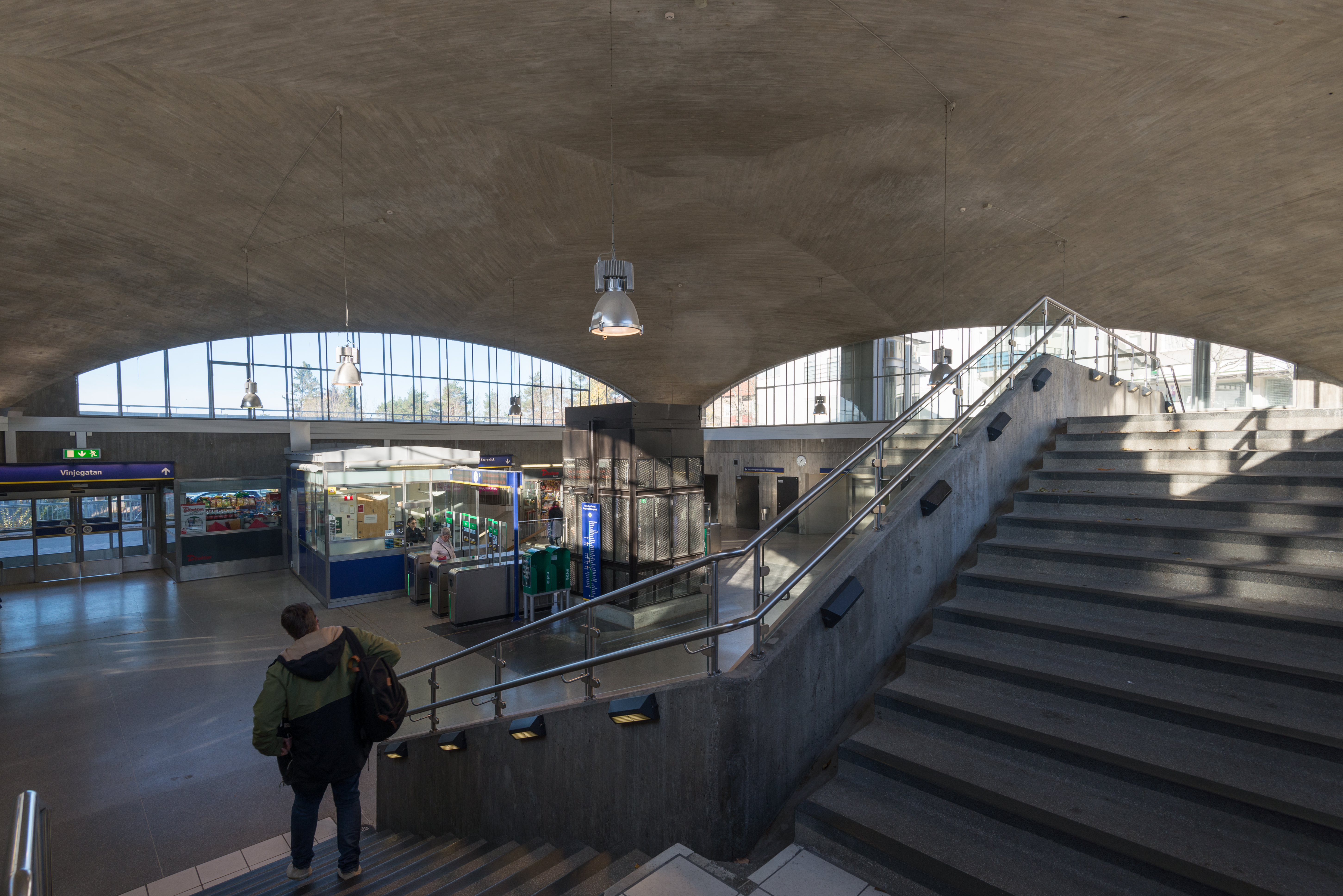
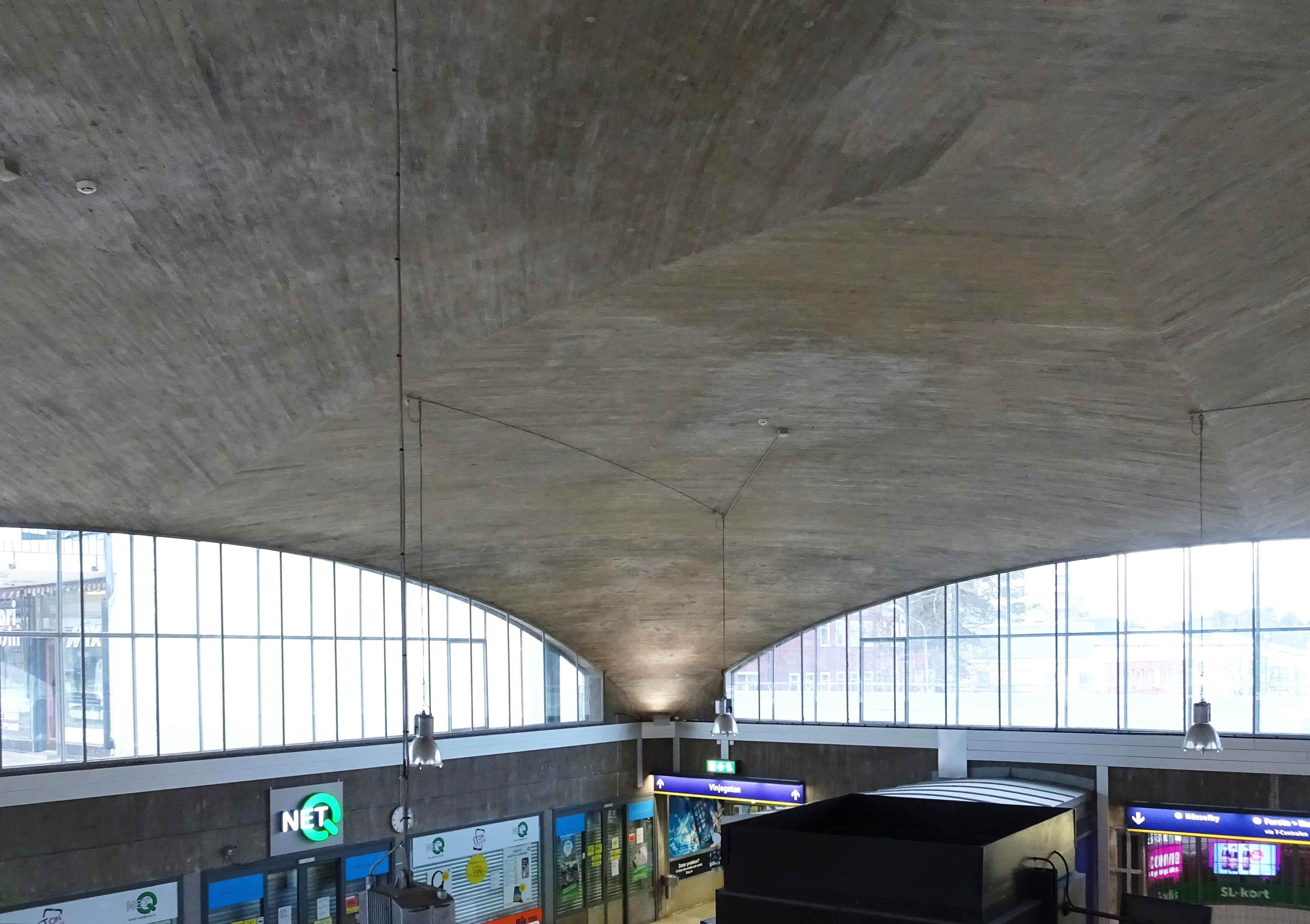